# کارورزویل (پنسیلوانیا)
کارورزویل (به انگلیسی: Carversville) یک منطقهٔ مسکونی در ایالات متحده آمریکا است که در Solebury Township واقع شده‌است. کارورزویل ۶۸٫۸۹ متر بالاتر از سطح دریا واقع شده‌است.